# Kultura szatelperońska
Kultura szatelperońska – genezę tej kultury należy wiązać z miejscowym podłożem środkowo paleolitycznym a mianowicie w kulturze mustierskiej z tradycją aszelską. Nazwa kultury związana jest z eponimicznym stanowiskiem w Grotte des Fees w Chatelperon w departamencie Allier. Kultura szatelperońska trwała od ok. 42 do ok. 37 tys. lat temu. Zespół zjawisk kulturowych utożsamianych z kulturą szatelperońską obejmuje obszar południowo-zachodniej Francji – jaskinia Renifera departament Yonne oraz kantabryjskie wybrzeża Hiszpanii. Inwentarz kamienny tej kultury powstawał z wolumetrycznych rdzeni do przewodnich form tej kultury należą ostrza z tylcem łukowo wygiętym. Do produkcji narzędzi kamiennych wykorzystywano także odłupki z których wytwarzano narzędzia o środkowo paleolitycznym rodowodzie czyli zgrzebła. Inwentarz narzędziowy uzupełniany był przez narzędzia wnękowe i zębate. Technikę gładzenia stosowano do produkcji narzędzi kościanych do których należy zaliczyć stożkowate groty, przekłuwacze a także narzędzi motykowatych. Z kości ptaków wytwarzano rurkowate narzędzia których przeznaczenie jest trudne do ustalenia.
Według jednej z hipotez, kultura szatelperońska powstała na skutek oddziaływania Homo sapiens sapiens na kulturę mustierską. Tym samym byłaby to kultura wymierającej populacji Neandertalczyka.